# Carposina achroana
Carposina achroana is een vlinder uit de familie van de Carposinidae. De wetenschappelijke naam van de soort is voor het eerst geldig gepubliceerd in 1883 door Meyrick.